# 大野窟古墳
大野窟古墳（日语：／ Ōnoiwayakofun）是位於日本熊本縣八代郡冰川町大野的一座前方後圓墳，日本國史跡和熊本縣指定史跡，熊本縣最大規模的古墳，估計建於古墳時代後期（6世紀後半），石室高度是全日本第一。

## 概要
古墳位於熊本縣中部的大野原台地，2003年至2008年期間曾經進行測量調査和考古調查。
古墳是前方後圓墳，前方部分朝南，其前端較尖，被稱為「劍菱型」。墳丘由兩層組成，長約123米，為熊本縣最大規模，其前方部分的前端以外的地方均由盾形周濠包圍，闊度方面後圓部分為約12米，前方部分前方取而代之的是可能與祭祀相關的土坑，非常罕見。主體部分是複室的兩袖式橫穴式石室，內部為家形石棺一副和屍床兩張，西南方向（中間細部方向）露出。石室高6.5米，為日本國內第一，由於尚未進行考古調查，陪葬品不明，而周濠土坑等則出土了須惠器、新羅系陶質土器，墳丘則是笠形石製表飾。
從石室特徵和出土文物推測，古墳建於古墳時代後期（6世紀後半），以當時的九州地方來說，規模僅次於墳丘長138米，福岡縣八女市的岩戶山古墳。古墳與在冰川町內於6世紀前半建成的野津古墳群，同樣被認為是火國的有力豪族火君（又稱肥君）一族的墓。
1985年，古墳域成為熊本縣指定史跡、2013年成為日本國史跡。2016年熊本地震中，古墳石室的部分石材剝落。

## 墓室
墓室是由阿蘇溶結凝灰岩切石製成的複室兩袖式橫穴式石室。石室規模如下。
- 玄室（日语：玄室）
  - 長：5.2米
  - 闊：2.93米
  - 高：6.50米
- 前室
  - 長：1.85米
  - 闊：2.15米
  - 高：1.92米
- 羨道（日语：羨道）
  - 長：3.50米
  - 闊：1.80米
  - 高：2.10米

石室是熊本縣最大規模，九州地方來說則與福岡縣福津市並列最大，玄室高度冠絕全國。石材採用超過兩米大的方形石頭，部分有沾有紅色顏料的痕跡。
玄室深處是凝灰岩製的刳拔式家形石棺，石棺長2.40米、闊1.30米、高0.87米，其大小可與傳推古天皇第一次下葬地，奈良縣橿原市的植山古墳匹敵。石棺的上方設有一個闊1.9米的石架，靠近玄門的地方則放置了兩張凝灰岩製的屍床，左右各一。由於尚未在內部進行考古調查，陪葬品等詳細不明。
羨道的牆壁刻有明應6年（1497年）拜祭了阿彌陀佛的字樣。

## 文物

### 日本國史跡
- 大野窟古墳—2013年10月17日指定[1]。

### 熊本縣指定文物
- 史跡
  - 大野窟古墳—1985年11月19日指定[5]。

## 外部連結
- - 國指定文化財等數據庫（日語）
- 大野窟古墳
- 大野窟古墳（页面存档备份，存于）